# کله‌گاوی

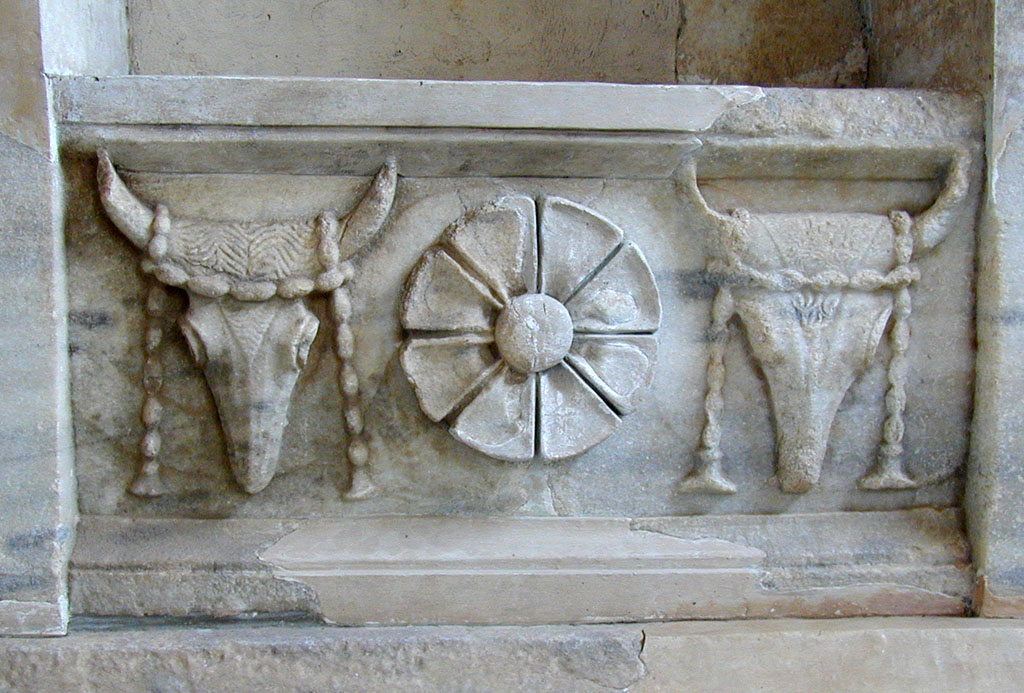
طرح کله‌گاوی گلدار روی دیواره‌ای از مجموعه معبد ساموتراس

طرح کله‌گاوی (انگلیسی: Bucranium) یک نقش برجسته یا تزئینی است که به شکل جمجمه گاو نر، معمولاً با شاخ‌هایش، طراحی می‌شود. این طرح در معماری و هنرهای تزئینی بسیاری از فرهنگ‌ها، به ویژه در یونان و روم باستان، مورد استفاده قرار می‌گرفته است.
طرح‌های کله‌گاوی اغلب در افریزها، سرستون‌ها، و دیگر عناصر معماری یافت می‌شوند و می‌توانند از جنس سنگ، فلز، چوب یا سایر مواد باشند. در برخی موارد، کله‌گاوی‌ها با گل‌ها، روبان‌ها یا دیگر تزئینات تزئین می‌شوند.
در فرهنگ‌های باستانی، گاو نر اغلب نمادی از قدرت، باروری و قربانی بود و کله‌گاوی‌ها به عنوان نمادی از این مفاهیم در معماری و هنر استفاده می‌شدند. در معماری رومی، کله‌گاوی‌ها اغلب در تزئینات معابد، بازیلیکاها و دیگر ساختمان‌های عمومی استفاده می‌شدند.